# Aizelles
Aizelles ist eine französische Gemeinde mit 119 Einwohnern (Stand 1. Januar 2022) im Département Aisne in der Région Hauts-de-France (vor 2016 Picardie). Sie gehört zum Arrondissement Laon, zum Kanton Villeneuve-sur-Aisne und zum Gemeindeverband Chemin des Dames.

## Geografie
Die Gemeinde Aizelles liegt am Ostabhang des Höhenzuges Chemin des Dames, 20 Kilometer südöstlich von Laon. Umgeben wird Aizelles von den Nachbargemeinden Saint-Thomas im Norden, Berrieux im Osten, Corbeny im Süden sowie Aubigny-en-Laonnois im Westen.

## Geschichte
Während des Sechsten Koalitionskrieges 1814 und im Verlauf des Ersten Weltkriegs wurde das Dorf völlig zerstört.

### Bevölkerungsentwicklung
| Jahr                       | 1962 | 1968 | 1975 | 1982 | 1990 | 1999 | 2006 | 2012 | 2021 |
| Einwohner                  | 130  | 105  | 92   | 85   | 81   | 94   | 104  | 113  | 120  |
| Quellen: Cassini und INSEE |      |      |      |      |      |      |      |      |      |

## Sehenswürdigkeiten

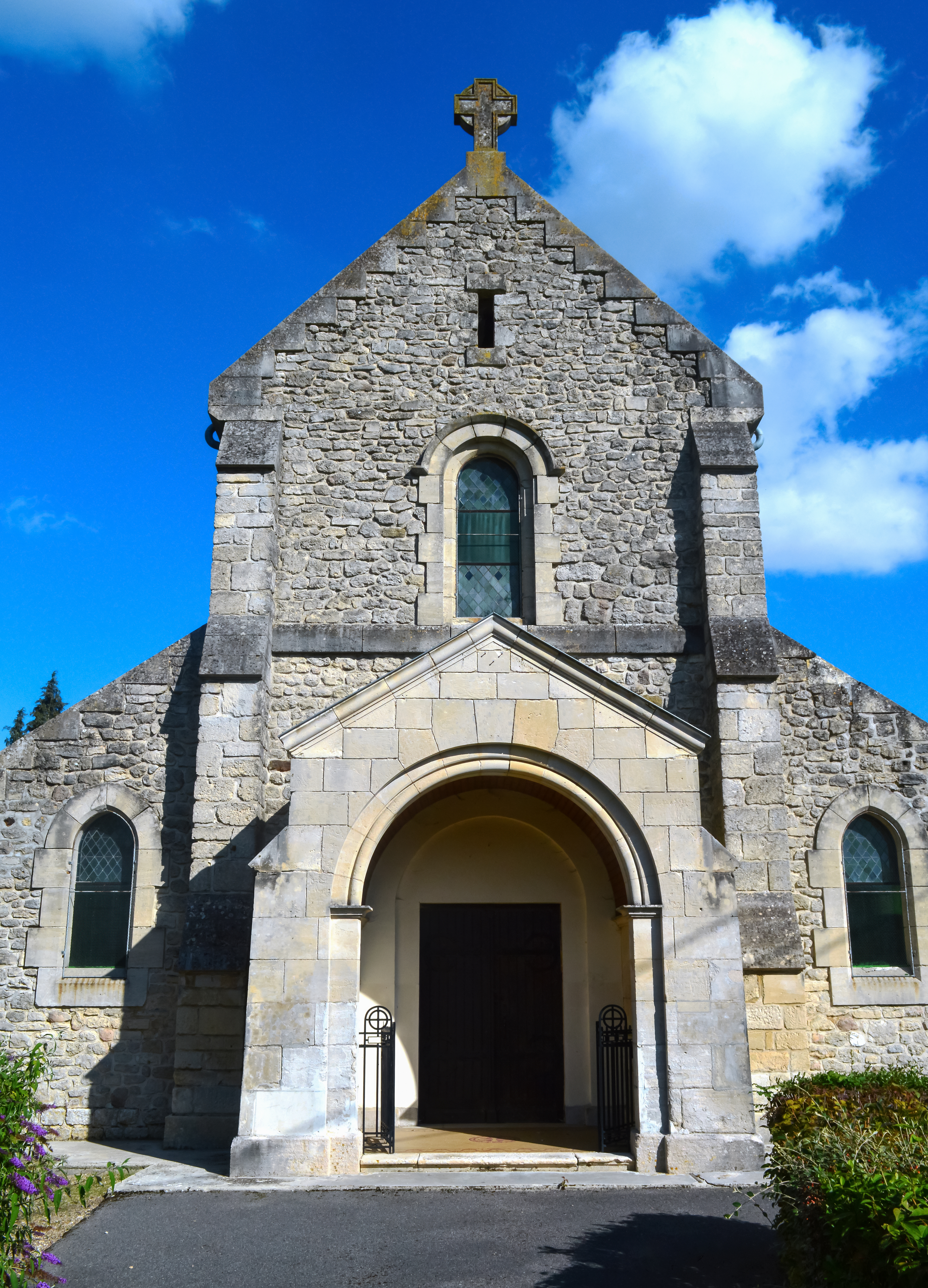
Kirche Saint-Quentin
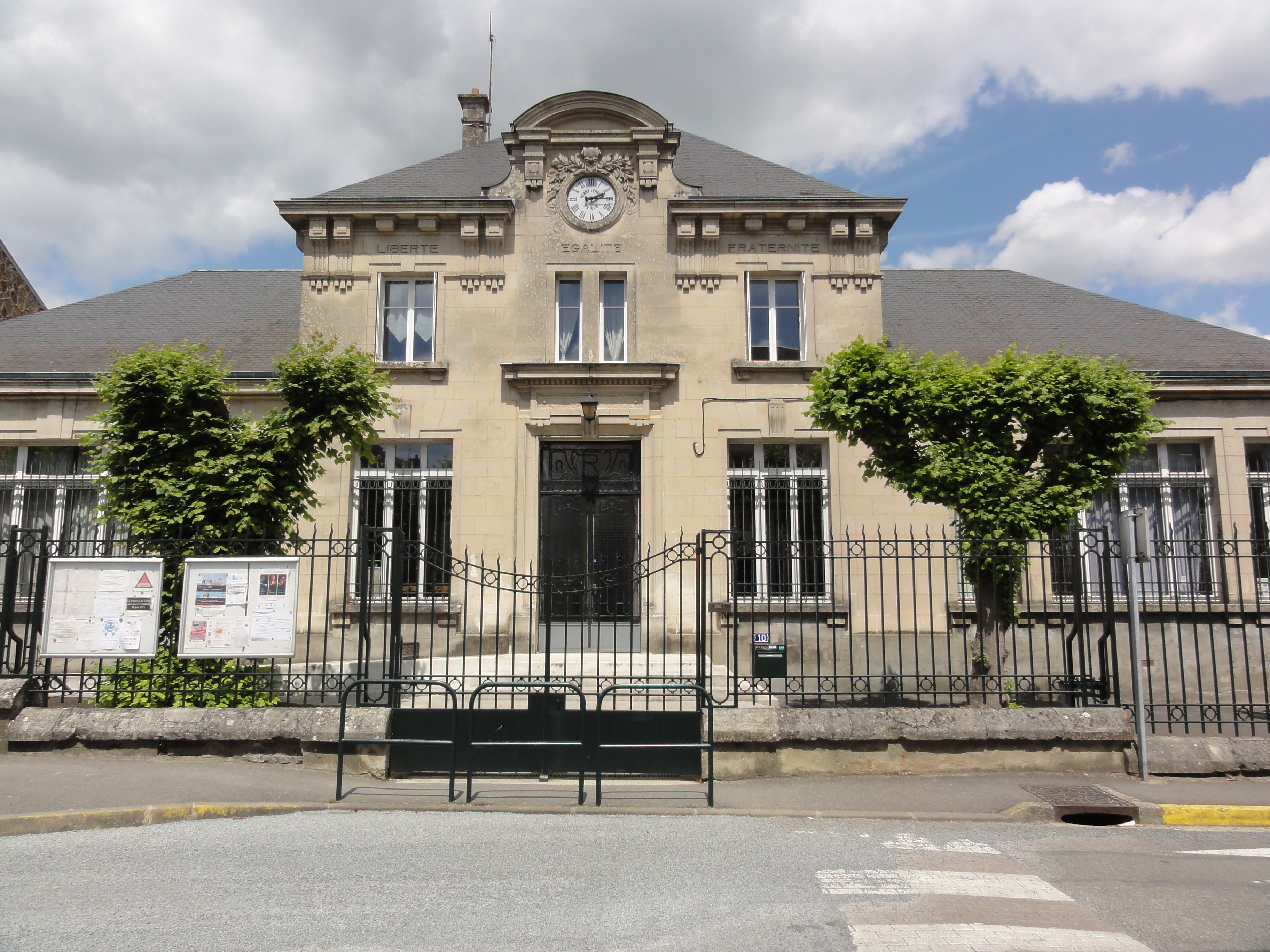
Schule
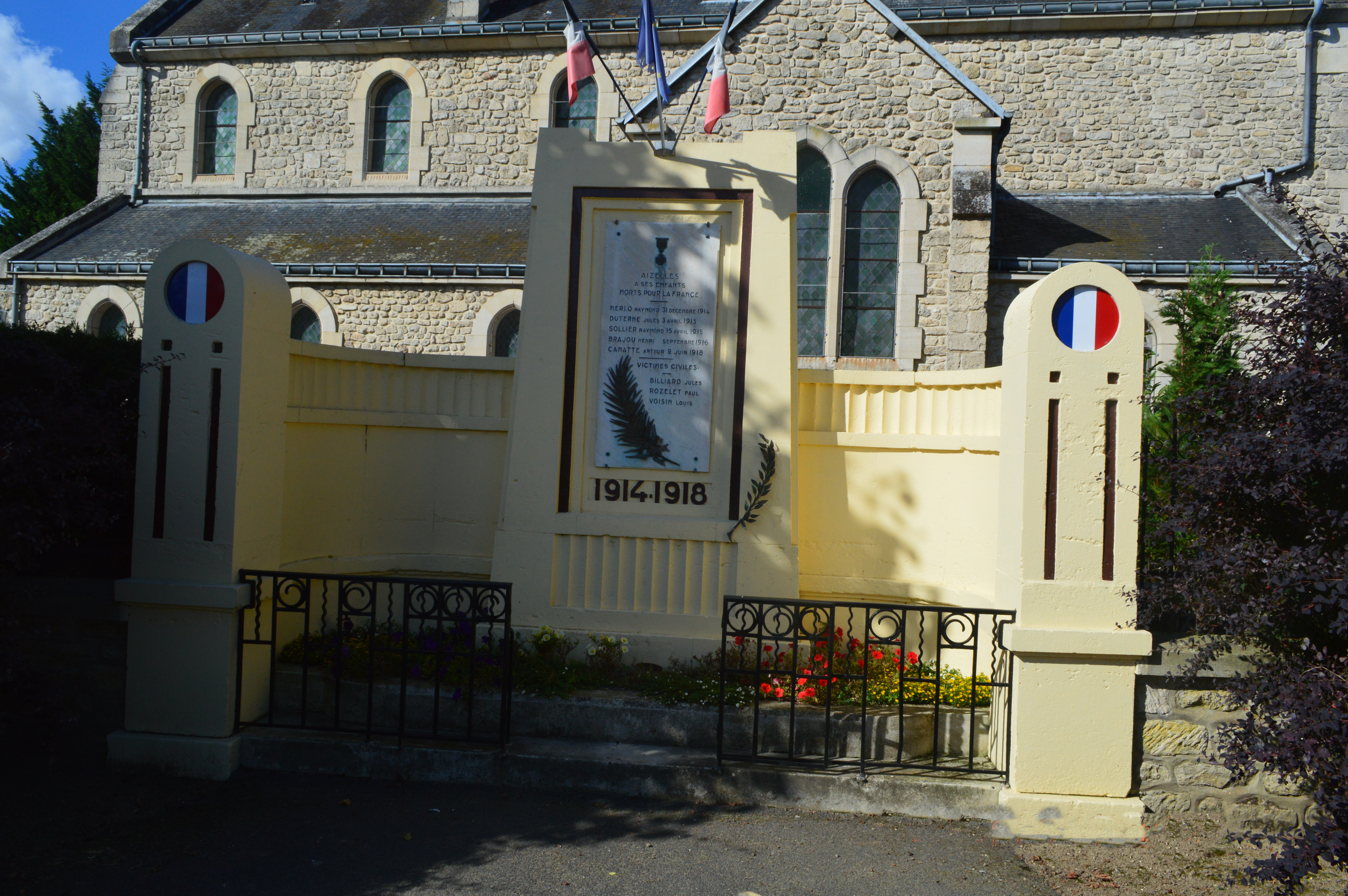
Gefallenendenkmal

- Kirche Saint-Quentin
- Schule
- Gefallenendenkmal